# Talkboy

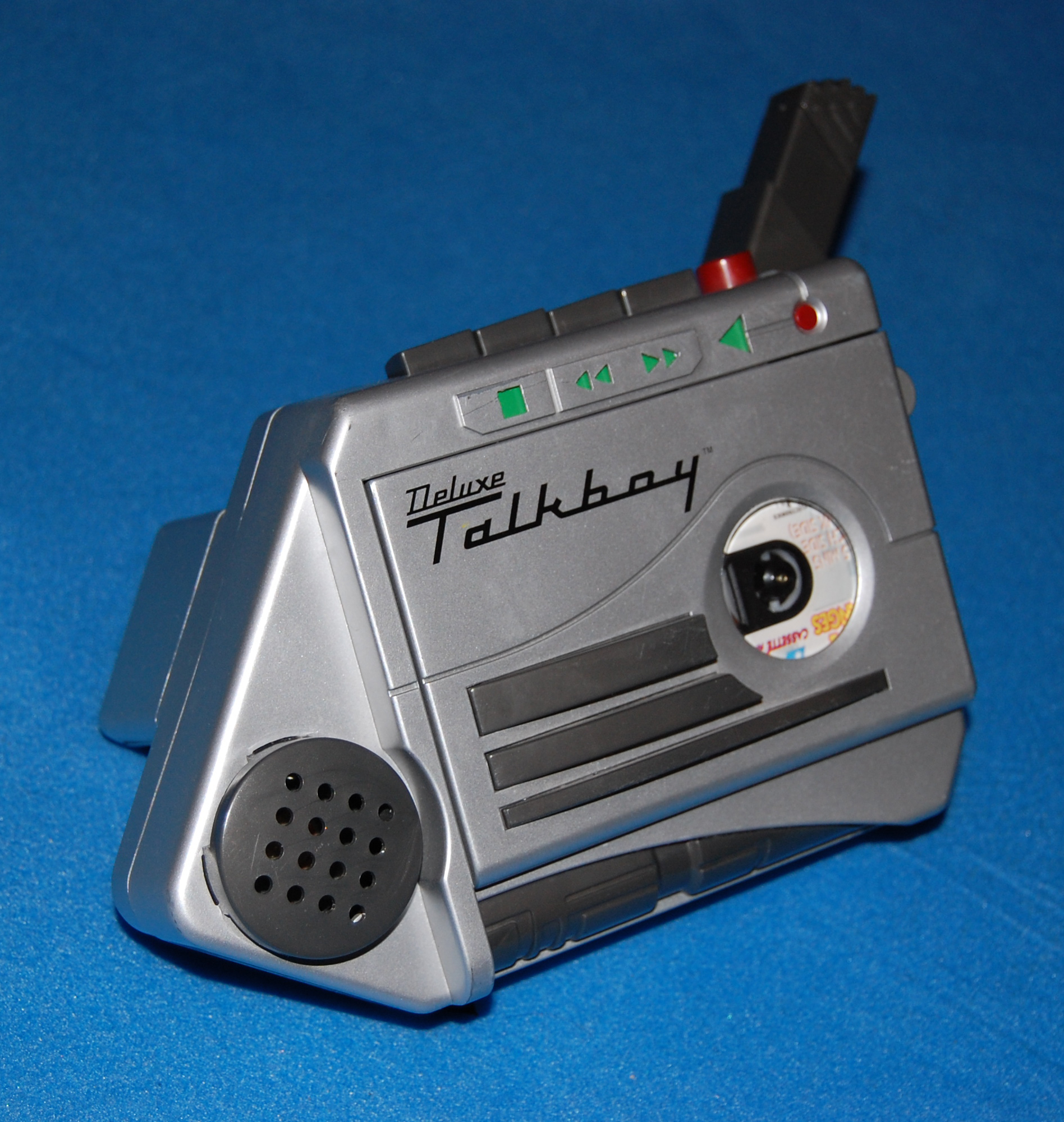
Talkboy, cu extensia microfon

Talkboy era un aparat portabil walkman casetofon cu înregistrare realizat de Tiger Electronics în anii 1990. Tiger Electronics este acum o filială a "HAS
Brother Industries". 
Ca dealtfel ṣi cu alte produse realizate de aceṣtia aparatul era destinat copiilor ṣi adolescenți.Format:Citation needed w roma reff

## Concept
Talkboy poate varia viteza la redare la 76% din viteza normală în modul SLOW. Dacă se înregistrează în mod SLOW ṣi se redă atunci viteza are marja de 130%. Toate aparatele " Talkboy " se realizează cu aceaṣi marjă de variație. Celelălalt mod este de redare la viteza relativă 118,6% din viteza normală, care întinereṣte ṣi schimbă sexul cu amplitudinea vocii.
Talkboy a fost conceput inițial ca un item pentru filmul Home Alone din 1992 a lui Macauley Culkin. În 1993 s-a pus pe piață versiunea retail acțiune pusă în miṣcare de o campania penpal organizată de fanii filmului. Vânzările cresc simțitor cu lansarea de succes târziu a filmului pe VHS.
Aparatul propriu---zis constă dintr-un walkman cu înregistrare cu un mâner integrat ṣi microfon extensibil. Gama funcțiilor de control era aceeaṣi cu ale altor casetofoane walkman cu ïnregistrare: REWIND, RECORD, STOP, PLAY, Fast Forward. Distincția adițională constă dintr-un buton care basculează viteza sau modul de redare sau înregistrare. Aceasta oferea utilizatorului capabilitatea de a schimba viteza totodată amplitudinea pitch, care rula ca un mixaj ce mixează vocea înregistrată în modul FAST ṣi redată în mod SLOW mai încet, adică la jumătate
- 128.6% / 76% = 1.68x

## Versiuni
- Talkgirl, walkman roz comercializat pentru domnițe ;
- Talkboy FX plus, creion mecanic cu cinci butoane, înregistrator de voce ṣi efecte speciale ;
- 'Talkgirl FX plus , creion mechanic cu butoane, înregistrator de voce, ṣi efecte speciale ;
- deluxe Talkboy ;
- Talkboy Jr o versiune walkman de buzunar.

## Cultura urbană
Cărțile folosesc sunetele găsite pe casetele aparatelor talkboy`s cumpărate din rafturi pentru backgroundul vocal din piesa "cold freezin` night" de pe albumul lor The way out.Format:Citation needed w roma reff

## Producator
- Talkboy este un aparat electronic portabil, tip casetofon cu înregistrare realizat de Tiger Electronics în anii 1990. Tiger Electronics este acum o filială a "HAS Brother Industries".
- Cäteva versiuni de Talkboy s-au realizat de către Team Machine

## Vezi ṣi
- Yak Bak, animal cu coarne